# Le Bled (film)
Le Bled is een Franse dramafilm uit 1929 onder regie van Jean Renoir.

## Verhaal
Pierre Hoffer en Claudie Duvernet ontmoeten elkaar op een schip naar Algiers. Daar wordt Pierre ontvangen door zijn oom Christian, een rijke landeigenaar. Hij biedt hem een baan aan. Intussen raakt Claudie verwikkeld in een erfeniskwestie. Als Pierre verliefd wordt op Claudie, wordt hij betrokken partij in het conflict.

## Rolverdeling
| Acteur                | Personage        |
| --------------------- | ---------------- |
| Alexandre Arquillière | Christian Hoffer |
| Jackie Monnier        | Claudie Duvernet |
| Enrique Rivero        | Pierre Hoffer    |
| Diana Hart            | Diane Duvernet   |
| Renée Rozier          | Marie-Jeanne     |
| Aïssa                 | Zoubir           |
| Manuel Raaby          | Manuel Duvernet  |
| Hadj Ben Yasmina      | Chauffeur        |
| Jacques Becker        | Landarbeider     |